# TOI-712
TOI-712とは、地球からかじき座の方向に約191光年（約58.6パーセク）離れた位置に存在する恒星である。TESSによって観測されたデータを使用して、2021年に周囲を公転する3個の太陽系外惑星が発見された。そのうちの1つの惑星は、ハビタブルゾーンの内側の縁付近に存在している。
TOI-712は比較的若い恒星であり、その年齢は太陽の約47億年と比較して、約5~11億年と推定されている。質量は太陽の0.73倍、半径は太陽の0.67倍で、有効温度は4622ケルビンのスペクトル分類がK4.5Vの低温の恒星である。TOI-712の金属量は太陽の金属量と似ており、僅かに低い（太陽の95%）。TIC 150151262等の別名も持つ。
| 太陽 | TOI-712   |
| ---- | --------- |
| 太陽 | Exoplanet |

## 惑星系
| 名称 （恒星に近い順） | 質量            | 軌道長半径 （天文単位）  | 公転周期 (日)               | 軌道離心率         | 軌道傾斜角          | 半径                  |
| --------------------- | --------------- | ------------------------ | --------------------------- | ------------------ | ------------------- | --------------------- |
| .05 (候補)            | —               | 0.04679+0.00041 −0.0004  | 4.321298+0.000093 −0.000069 | 0.0                | 87.09+1.1 −0.3°     | 0.81±0.11 R⊕          |
| b                     | 5.6+2.0 −1.3 M⊕ | 0.07928+0.00096 −0.00091 | 9.531361+0.000018 −0.000017 | 0.54+0.26 −0.20    | 88.22+1.1 −0.53°    | 2.049+0.12 −0.080 R⊕  |
| c                     | 8.7+3.1 −1.9 M⊕ | 0.2447+0.0030 −0.0028    | 51.69906±0.00017            | 0.089+0.083 −0.056 | 89.78+0.14 −0.11°   | 2.701+0.092 −0.082 R⊕ |
| d                     | 7.5+2.7 −1.7 M⊕ | 0.3405+0.0041 −0.0039    | 84.83960+0.00043 −0.00040   | 0.073+0.064 −0.049 | 89.817+0.11 −0.066° | 2.474+0.090 −0.082 R⊕ |

TOI-712には、TESSによるトランジット法を用いた観測で2019年5月に「TOI-712.01」「TOI-712.02」「TOI-712.03」の3個の惑星候補が存在する可能性が示されていた。それぞれの公転周期は約10日、約51日、約54日であるが、2個の惑星（TOI-712.02とTOI-712.03）は動的に安定しないとされていた。その後に行われたフォローアップ観測で、TOI-712.03とその後に惑星候補として加えられていた「TOI-712.04」は公転周期が約84.8日の惑星に対応していることが判明した。そして、3個の惑星の存在が確認され、2021年11月3日にその発見を示す論文がarXivに投稿された。
発見・確認された3個の太陽系外惑星はどれもミニ・ネプチューンであり、半径は地球の2~2.7倍、質量は5.6~8.7倍である。最も内側を公転する惑星 TOI-712 b は主星から約0.079天文単位離れており、公転周期は僅か約9日間である。主星に非常に近いため、その平衡温度は約650ケルビンと非常に高温である。2個目の惑星 TOI-712 c は主星からやや離れた位置を公転しており、公転周期は約52日である。その平衡温度は約370ケルビンで、すなわち97℃と地球の気圧では水の沸点に近い。
3番目の惑星である TOI-712 d は、主星から約0.34天文単位離れた軌道を約85日の公転周期で周回している。この惑星は内側の縁に非常に近いものの、TOI-712のハビタブルゾーン内にある。TOI-712のハビタブルゾーンは0.339~0.844天文単位の範囲であり、公転周期では82.7~325.3日の範囲となる。その平衡温度は約40℃であるが、これは大気の存在によって引き起こされる温室効果を考慮していない。この惑星はいわゆる「Venus Zone」に位置しており、その領域では金星のように暴走温室効果が発生する可能性が非常に高い、非常に楽観的なハビタブルゾーンである。実際に、金星の平衡温度は地球の平衡温度より低い（地球の255ケルビンに対して227ケルビン）にもかかわらず、表面温度は737ケルビン（464℃）となっている。
この惑星は、そのような若い惑星系のハビタブルゾーン内で発見された最初の太陽系外惑星であり、TOI-712 cと共に、主星からある程度離れた位置を公転しているミニ・ネプチューンの稀な例である。若い惑星系に関する過去の研究は、そうでない惑星系と比較して、おそらくまだ不十分な大気散逸のために、若い恒星の周囲に存在する惑星の半径が大きく見えることを示唆している。時間の経過とともに、水素やヘリウムといった揮発性元素が宇宙空間に分散する。しかし、TOI-712の惑星は、同じように若い惑星系で見られるものと比較して比較的小さく見え、それらが実際にこのように形成されたのか、それとも既にかなりの大気散逸を受けているのかは不明である。この研究の著者は、恒星の年齢が実際に10億年未満であった場合、惑星はまだ大気質量の大きな損失を被っていないと考えており、それらの特性はまだ派生したものである。
TOI-712 bは、地球の約2倍の大きさを持ち、スーパー・アースとミニ・ネプチューンを区別する境界を僅かに超えており、恒星の放射に最もさらされているため、大気散逸が発生すると、将来地球型惑星になる可能性が最も高くなる。
また、それら3個の惑星以外に別の太陽系外惑星候補が発見され、「TOI-712.05」と指定された。TOI-712.05は、地球の約0.81倍の半径を持ち、TOI-712 bよりも内側に位置する地球型惑星である。公転周期は4.2日であるが、恒星の活動に由来する不確実性のため、まだ確認されていない。今後のTESSの観測で、TOI-712.05が実際に存在するか否かを判断できる可能性がある。
TOI-712系は、長周期の惑星を持つ惑星系の中では最も明るいものの1つである。長周期の惑星が発見されている惑星系は少なく、長周期の惑星が存在する惑星系はほとんどがケプラー宇宙望遠鏡によって発見された暗い恒星の惑星系である。また、小さな惑星によって構成されている惑星系はそれぞれの惑星が互いに近い距離を公転する傾向があるため、TOI-712 bとTOI-712 cの間に未知の惑星が存在する可能性もある。